# 国境の南、太陽の西
『国境の南、太陽の西』（こっきょうのみなみ、たいようのにし）は、村上春樹の7作目の長編小説。

## 概要
1992年10月5日、講談社より発売された。装丁は菊地信義。1995年10月4日、講談社文庫として文庫化された。
1991年2月にアメリカに渡り、プリンストンの住まいに落ち着くと村上はすぐに『ねじまき鳥クロニクル』の執筆にとりかかった。1年あまりをかけて書き上げたものの、妻から「多くの要素が盛り込まれすぎている」と指摘され3つの章を分離させる。その除かれた3つの章が本書の元となった。

## あらすじ
バブル絶頂期（1988年 - 1989年頃）の東京が主な舞台となっている。小説の前半3分の1ほどは、主人公が会社を辞めバーを開店するまでの半生が描かれている。
「僕」は一人っ子という育ちに不完全な人間という自覚を持ちながら、成長と共にそれを克服しようとする。義父の出資で開いた「ジャズを流す、上品なバー」（文庫版、95頁）が成功し、二人の子供を授かり、裕福で安定した生活を手にするが、これはなんだか僕の人生じゃないみたいだなと思う。そんなとき、小学校の同級生だった島本さんが店に現れる。

## 登場人物
始（ハジメ）＝僕
1951年1月4日生まれ。一人っ子。大都市郊外（近畿地方と思われる）の中産階級の住宅地から大学入学を期に東京に移る。教科書出版社を退職後、港区青山にジャズバー「ロビンズ・ネスト」を開業。バーを2軒経営する。
島本さん
小学校5年生の終わりごろ、「僕」の学校に転校してきた同級生。一人っ子。生まれてすぐに患った小児麻痺のせいで左脚を軽くひきずっている。「僕」とは別の中学校に進学する。
有紀子
「僕」の妻。5歳年下。教科書出版社勤務時代の夏休みの旅行の時に出会う。「僕」との間に二人の娘をもうける。
有紀子の父
中堅の建設会社の社長。子供が3人いる（兄、有紀子、妹）。「正規の教育はほとんど受けていなかったけれど、仕事に関してはやり手だった」と「僕」は記している。
大原イズミ
「僕」の高校生時代の恋人。父親は日本共産党員の歯科医師で、3人兄弟の長女、妹、弟がいる。「僕」がイズミの従姉と関係をもったため深く傷つき、「僕」と別れる。
大原イズミの従姉
京都在住。「僕」の2歳年上。「僕」が高校3年の時に出会い、関係をもつ。

## 登場する文化・風俗
- 「プリテンド」 - アメリカのポピュラー・ソング。ナット・キング・コールのバージョン（1953年）が最もよく知られる。「僕」と島本さんが何度も繰り返して聴いた「プリテンド」もナット・キング・コールのバージョンである。
- 「国境の南」 - アメリカのポピュラー・ソング。ジーン・オートリー主演の同名映画（1939年）のために書かれた楽曲である。「ナット・キング・コールが『国境の南』を歌っているのが遠くの方から聞こえた。（中略）その曲を聴くたびにいつも、国境の南にはいったい何があるんだろうと思った」[5]と少年時代を回顧する場面でまず登場する。そして箱根の別荘でも「国境の南」はかかる。「僕らは昔のようにソファーに並んで座って、ナット・キング・コールのレコードをターンテーブルに載せた。（中略） ナット・キング・コールは『国境の南』を歌っていた。その曲を聴くのは本当に久しぶりだった」[6][注 2]
- シアサッカー - 布地の種類の一つ。しじらの入った織物。「僕」は3回目のデートでイズミを抱き寄せる。「それは夏の終わりのことで、彼女はシアサッカーのワンピースを着ていた。腰のところで紐を結ぶようになっていて、それが尻尾のように後ろにさがっていた」[8]
- トヨタ・コロナ - トヨタ自動車が1957年から2001年まで生産・販売していた乗用車。「僕」は有紀子の父親と出会わなかったときのことを考える。「たぶん今でも教科書を編集していたはずだ」という言葉のあとに次のように述べる。「西荻窪のぱっとしないマンションに住んで、エアコンのききのわるい中古のトヨタ・コロナにでも乗っていたことだろう」[9]
- 『BRUTUS』 - マガジンハウスが発売している情報誌。1980年5月創刊。『BRUTUS』の特集記事「東京バー・ガイド」に「ロビンズ・ネスト」が掲載される。
- 「スタークロスト・ラヴァーズ」[注 3] - デューク・エリントンの『サッチ・スウィート・サンダー』（1957年）に収められた曲。作曲はエリントンとビリー・ストレイホーン。中盤、島本さんと「僕」は「ロビンズ・ネスト」で再会するが、その場面でピアニストが「スタークロスト・ラヴァーズ」を弾く。それは「僕」がその曲を好きなことをピアニストが知っていたからだった。「エリントンの作った曲の中ではそれほど有名な方ではないし、その曲にまつわる個人的な思い出があったわけでもないのだが、何かのきっかけで耳にしてから、僕はその曲に長いあいだずっと心を引かれつづけていた」[11]
- チャーリー・パーカー - ジャズのアルトサックス奏者。「最近のジャズ・ミュージシャンはみんな礼儀正しくなった」と「僕」は島本さんに説明する。「経営する方にとっては礼儀正しくてこぎれいな連中の方がずっと扱いやすい。それもそれでまた仕方ないだろう。世界じゅうがチャーリー・パーカーで満ちていなくてはならないというわけじゃないんだ」[12]
- 『アラビアのロレンス』 - 1962年公開のイギリス映画。有紀子は「僕」に『アラビアのロレンス』は何度見ても面白いと言う[13]。
- ジョルジュ・スーラ - 19世紀のフランスの画家。義父の会社の社長室にかけてある灯台と船の絵を、「僕」は「スーラーの絵のように見えたが、あるいは本物かもしれない」と思う[14]。
- メルセデス・ベンツ・260E - 娘の友だちの母親が乗る車[15]。
- 「バーニング・ダウン・ザ・ハウス」 - トーキング・ヘッズ[注 4]が1983年に発表したシングル。全米チャート9位を記録した。幼稚園まで娘を迎えに行った際、娘の友だちの母親の車から「バーニング・ダウン・ザ・ハウス」が流れる[15][注 5]。
- ヨシエ・イナバ - 日本のファッションデザイナー稲葉賀恵が1981年に発表したブランド。娘の友だちの母親との会話で登場する。「彼女はイナバ・ヨシエの服のファンで、シーズンの前にはカタログで欲しい服を全部予約してしまうのだと言った」[16]

## ドイツで起こった文学論争
2000年6月30日に放映されたドイツの公開書評番組「文学カルテット」（Das Literarische Quartett）に本書のドイツ語版『Gefährliche Geliebte』（「危険な愛人」の意）が取り上げられた。同番組は1988年から続いており、ドイツだけでなくオーストリアやスイスでも同時に放映される人気番組であったが、日本の作品が取り上げられるのは初めてのことであった。仕切り役である評論家のマルセル・ライヒ＝ラニツキー（Marcel Reich-Ranicki）は本書を賞賛するも、オーストリアの女性評論家ジーグリット・レフラー（Sigrid Löffler）は注目に値しないファーストフード文学と呼び、性描写をポルノ的で性差別的と見なし、ライヒ＝ラニツキーと正面から対立した。論争は過熱し、番組終盤は両者間の個人攻撃と化した。この出来事はドイツ、オーストリア、スイスのマスコミによって広く報道され、そのことにより本書ドイツ語版は放送後2週間で2万2000部も売れたという。
同年7月11日、全国紙の『ディー・ターゲスツァイトゥング』が本書が日本語からでなく英語からの翻訳であることを「スキャンダル」であるとして、強く非難した。日本および日本文化が専門であるヘルベルト・ヴォルム（Herbert Worm）教授も重訳されたドイツ語版には問題があることを指摘。村上の著作をめぐる文学論争は、重訳の是非の問題に発展した。
7月下旬、レフラーは同番組のレギュラー・コメンテーターの座を降りることを発表。
程なくしてドイツの新聞社は村上に対し、これら一連の騒動についてどう思うかという質問の手紙を出し、村上は当時コラムを連載していた『anan』誌上（2000年9月15日号）に、手紙に対する回答を書いている。
なお、日本語から訳したドイツ語版は2013年5月16日にようやく出版された。翻訳者はウルズラ・グレーフェ（Ursula Gräfe）。タイトルも直訳の「Südlich der Grenze, westlich der Sonne」に変更された。

## 翻訳
| 翻訳言語        | 翻訳者                                             | 発行日        | 発行元                 |
| --------------- | -------------------------------------------------- | ------------- | ---------------------- |
| 英語            | フィリップ・ガブリエル                             | 1999年1月26日 | Knopf（米国）          |
| 英語            | フィリップ・ガブリエル                             | 2000年6月1日  | Harvill Press（英国）  |
| フランス語      | Corinne Atlan                                      | 2002年        | Belfond                |
| ドイツ語        | Giovanni Bandini, Ditte Bandini                    | 2000年        | DuMont Buchverlag      |
| ドイツ語        | Ursula Gräfe                                       | 2013年5月16日 | DuMont Buchverlag      |
| イタリア語      | Mimma de Petra                                     | 2000年3月24日 | Feltrinelli            |
| スペイン語      | Lourdes Porta                                      | 2003年10月    | Tusquest Editores      |
| カタルーニャ語  | Concepció Iribarren Donadéu, Albert Nolla Cabellos | 2003年10月    | Edicions Empúries      |
| ポルトガル語    | Maria João Lourenço                                | 2009年3月     | Casa das Letras        |
| オランダ語      | Elbrich Fennema                                    | 2001年        | Atlas                  |
| デンマーク語    |                                                    | 2003年        |                        |
| ノルウェー語    | Ika Kaminka                                        | 2000年        | Pax forlag             |
| アイスランド語  | Uggi Jónsson                                       | 2001年        | Bjartur                |
| ポーランド語    | Aldona Możdżyńska                                  | 2003年        | Muza                   |
| スロベニア語    | Majda Kompare                                      | 2005年        | Mladinska knjiga       |
| チェコ語        | Tomáš Jurkovič, Klára Macúchová                    | 2008年        | Odeon                  |
| ハンガリー語    | Horváth Kriszta                                    | 2007年        | Geopen Könyvkiadó Kft. |
| ルーマニア語    | Angela Hondru                                      | 2003年        | Polirom                |
| セルビア語      | Nataša Tomić                                       | 2006年        | Geopoetika             |
| ブルガリア語    | Людмил Люцканов                                    | 2008年3月3日  | Колибри                |
| ロシア語        | Иван Логачев, Сергей Логачев                       | 2003年        | Eksmo                  |
| エストニア語    | Kristina Uluots                                    | 2003年        | Eesti Raamat           |
| リトアニア語    | Ieva Susnytė                                       | 2007年        | Baltos lankos          |
| トルコ語        | Pınar Polat                                        | 2007年        | Temmuz                 |
| ヘブライ語      |                                                    | 1999年        | Machborot              |
| 中国語 (繁体字) | 頼明珠                                             | 1993年8月15日 | 時報文化               |
| 中国語 (簡体字) | 林少華                                             | 2013年11月    | 上海訳文出版社         |
| 韓国語          | 金蘭周（キム・ナンジュ）                           | 1993年2月1日  | 모음사                 |
| 韓国語          | 任洪彬（イム・ホンビン）                           | 2006年8月     | 文学思想社             |
| ベトナム語      | Cao Việt Dũng                                      | 2007年        | Nhã Nam                |